# Список умерших в 680 году

## Январь
- 30 января — Батильда, франкская королева.

## Май
- 6 мая — Муавия ибн Абу Суфьян — основатель и первый халиф династии Омейядов (661—680).

## Октябрь
- 10 октября:
  - Аббас ибн Али (33) — один из шахидов Кербелы, сподвижников имама Хусейна, убитых в день Ашура;
  - Али аль-Акбар ибн Хусейн (26) — сын аль-Хусейна ибн Али, третьего шиитского имама;
  - Касим ибн Хасан — шиитский праведник (шахид);
  - Муслим ибн Акиль, двоюродный племянник пророка Мухаммеда;
  - Хусейн ибн Али (54) — внук пророка Мухаммеда, второй сын Али ибн Абу Талиба и Фатимы, третий имам шиитов-имамитов.
- 14 октября — Вамба — король вестготов (672—680).

## Ноябрь
- 17 ноября — Хильда из Уитби — христианская святая, основательница и аббатиса монастыря в Уитби, в котором состоялся синод Уитби; важная фигура в процессе перехода англосаксов из язычества в христианство.

## Дата смерти неизвестна или требует уточнения
- Беорнхет, знатный англосакс, живший в Нортумбрии и от имени её монархов приблизительно в 670—680/685 годах управлявший северными областями этого королевства.
- Бхаскара I — индийский математик и астроном.
- Винифреда — валлийская дева-мученица.
- Вульфоальд — майордом Франкского государства (673—675).
- Принцесса Вэньчэн, жена царя Тибетской империи Сонгцэна Гампо.
- Гиваргис I, католикос-патриарх Церкви Востока (661—680).
- Лу Чжаолинь — китайский поэт, один из «четырёх великих» поэтов эпохи начала правления династии Тан.
- Мартин Геристальский — герцог Шампани (678—680).
- Теодон I, герцог Баварии.
- Умм Салама бинт Абу Умайя — одна из жён пророка Мухаммеда, мать правоверных.
- Фианнамайл мак Маэл Туйле — король Лейнстера (666—680).
- Эброин, майордом Нейстрии (658—673; 675—680/681).